# Grotte de Petrálona
La grotte de Petrálona est située en Chalcidique (Grèce), à 1 km du village du même nom, à environ 35 km au sud-est de Thessalonique et au pied du Mont Katsika. Elle est le site de la découverte du crâne d'Archanthropus europaeus petraloniensis puis de son squelette, daté d'environ 700 000 ans, et de nombreux autres fossiles accompagnés d'outils de pierre, et des plus anciennes traces de feu trouvées à ce jour, datée à 1 million d'années.

## Découverte, exploration

### Premiers pas
La grotte de Petrálona a été découverte accidentellement en 1959 par Philippos Chatzaridis (1892-1981), un berger réfugié d'Asie Mineure comme beaucoup de gens du village après la catastrophe de 1922. Il en parla dans son village pendant plusieurs années, avant qu'un groupe se décide à vérifier ses dires au printemps 1959.

### Premières explorations
Ce printemps 1959 Manolis Theodoridis, président du bureau de la communauté de Petrálona, envoya deux dents fossilisées au Prof. P. Kokkoros du département de Géologie de l'université de Thessalonique. Ce dernier les envoya à l'Institut de Géologie et Recherches souterraines (I.G.U.R.), où Dr. I. Papastamatiou les identifia comme appartenant à un ours et à un cervidé. L'I.G.U.R. envoya J. Petrocheilos (fondateur et  président de 1950 à 1960 de la Société Spéléologique Hellène (H.S.S.)) pour explorer la grotte. Petrocheilos effectua deux explorations : l'une le 30 mai 1959 (référence I.G.U.R. 669/26-5-1959) et l'autre en octobre 1959 (référence I.G.U.R. 1443/5-10-1959). Il fournit les premières descriptions de la grotte, au total trois rapports en 1959 dont l'un le 22 juin pour le journal “Ethnos” et deux pour les archives de l'I.G.U.R. (numéros 748 et 784). Ces rapports furent publiés, après son décès en janvier 1960, par sa femme Anna qui lui succéda à la tête de H.S.S.. Elle les fit publier sous le nom de son mari (cf. J. Petrocheilos 1960d), omettant quelques photos qui furent reprises dans la thèse de doctorat d'anthropologie de N.A. Poulianos (fils de Aris N. Poulianos) en 1989.

## Description

### Formation géologique
Située à environ 300 m d'altitude, la grotte se situe dans le calcaire de la montagne Katsika (qui veut dire 'chèvre'), également appelée Kalavros. Cette montagne fut créée pendant le Jurassique (il y a environ 150 millions d'années) par le dépôt de sédiments marins qui émergèrent plus tard en plusieurs phases. Les principaux compartiments de la grotte ont probablement été formés pendant le Pléistocène, il y a environ 5 M d'années. Ils sont ornés de nombreuses stalagmites et stalactites.
À l'époque de sa découverte, la grotte ne présentait qu'une ouverture ovale de quelque 70 cm de long, comblée par du sable et des cailloux, 

### Dimensions
Petrocheilos fut le premier à formellement décrire la grotte, qu'il présenta essentiellement comme une cavité centrale avec trois ramifications (voir plan en référence). Dans un premier temps, seule la partie principale fut explorée d'une extrémité à l'autre, soit une longueur de 157 m. La longueur totale des branches secondaires est de 390 m. La surface totale de la grotte est d'environ 2 000 m2. Il y a 40 m entre la fissure d'entrée initiale et la première entrée artificielle. La profondeur de la salle intérieure est d'environ 22 à 25 m pour une hauteur maximum de 6 m ; l'index de concavité du calcaire est de 0,1727. À environ 100 m de la première entrée artificielle, un couloir étroit est couvert d'argile rouge à laquelle sont mélangés de nombreux restes fossiles de mammifères.

### Microclimat
En ce qui concerne le microclimat, Petrocheilos observa une petite quantité d'eau suintant après les pluies. Cette eau se rassemblait dans de petites dépressions. Trois échantillons d'eau analysés révélèrent quelques données. Le premier échantillon, près de la première entrée artificielle, avait une température de 16,3 °C, un pH de 7, un taux de CO2 de 0,045 %, une concentration alcaline (CaCO3) de 0,355 % et une dureté de 48° gal. Le deuxième échantillon, pris vers le centre de la grotte, avait un pH de 7,2, un taux de CO2 de 0,02 %, une concentration alcaline ([CaCO3) de 0,355 % et une dureté de 44,8° gal. Le troisième échantillon, venant du fond de la grotte, avait un pH de 7, un taux de CO2 de 0,045 %, une concentration alcaline (CaCO3) de 0,475 % et une dureté de 55° gal.
En octobre 1959, Petrocheilos nota que la température interne ne dépassait pas 17 °C, et il n'y avait pas de courant d'air. Dans un conduit au nord, en dessous de 8 à 10 m de profondeur, l'air devenait irrespirable à cause d'une concentration très élevée de CO2 (probablement formé par les racines de plantes). Petrocheilos affirme que dans les temps modernes personne avant lui n'avait pénétré cette partie la plus profonde de la grotte. Christos Sariannidis se souvient que cela n'est devenu possible qu'après avoir répandu de l'eau de chaux (contenant du CaHCO2), une méthode de spéléologie des années 1960 pour enrichir l'air en oxygène. Plus tard, le climat de la grotte fut mesuré par des stations climatiques permanentes, qui indiquèrent une moyenne de température de 16 °C, pression atmosphérique de 760 mg et une proportion d'humidité de 90 %.
Dans ces circonstances de déposition rapide de CaCO3 et d'un milieu riche en CO2, des concrétions de gros cristaux de types variés se sont formés: pisolitiques (en forme de grappe de raisin) ; en forme de "macaroni" ; ou complètement irrégulières. Leur épaisseur varie, allant de quelques mm jusqu'à des colonnes volumineuses. Des microstructures cristallines (« lait de lune ») sont présentes seulement dans la partie sud-ouest de la grotte, près de la première entrée artificielle.

### Les anciens lacs
J. Petrocheilos cite les anciens lacs, qui méritent une note spéciale. Des traces de leur présence se sont formées sur les parois de la grotte, avec des concrétions formant des stalagmites horizontales que l'on remarque principalement à côté de la première entrée artificielle et sur les murs de la partie centrale de la grotte. Des traces similaires se présentent en parties basses des nombreuses colonnes stalagmitiques dans tout l'espace autrefois occupé par les anciens lacs. Des étendues d'eau ont également été présentes dans la partie la plus profonde de la grotte (au nord), où se trouvaient la plupart des os fossiles d'animaux. Cependant les traces des anciens lacs dans la partie sud et centrale de la grotte n'ont rien en commun avec les concrétions de la partie nord : au sud et au centre, elles ne sont pas disposées en lignes horizontales rectilignes mais forment des courbes et se trouvent à trois niveaux différents ; elles incorporent des os et des pierres. De telles formations sont entièrement absentes dans les concrétions des anciens lacs dans le nord de la grotte. D'où il est déduit que les concrétions de la partie nord résultent d'un processus de sédimentation et non de la formation des anciens lacs.

## Faune fossile
Des fossiles de nombreuses espèces ont été trouvés dans la grotte :

### Poissons
- espèces indéterminées

### Amphibiens
- Bufo bufo (Linnaeus) (crapaud commun)
- Pelobates fuscus Laurenti (pélobate brun)

### Reptiles
- Testudo graeca Linnaeus (tortue grecque)
- Testudo sp. (géante)
- Varanus intermedius Bolkay
- Lacerta trilineata (Betriaga) (espèce de lézard)
- Lacerta viridis (Laurenti) (espèce de lézard)
- Lacerta (espèces de petits lézards)
- Ophidia indét. (serpents)

### Oiseaux
- Anser anser Linnaeus (oie cendrée)
- Aythya ferina Linnaeus (fuligule milouin)
- Fulica atra Linnaeus (foulque macroule)
- Buthierax pouliani Kretzoi (espèce d'aigle - disparue)
- Falco tinnunculus Linnaeus (faucon crécerelle)
- Alectoris sp. (espèces de perdrix)
  - Alectoris graeca mediterranea Maurer-Chauvire' (bartavelle)
- Perdix jurcsaki (Kretzoi) (espèce de perdrix)
- Scolopacidae indét. (famille des bécasses, courlis, chevaliers, combattants et autres espèces associées)
- Larus sp. (espèces de goélands et de mouettes)
- Columba oenas ssp. (pigeon colombin)
- Columba livia ssp. (pigeon biset)
- Columba palumbus Linnaeus (pigeon ramier)
- Strix aluco Linnaeus (chouette hulotte)
- Glaucidium Linnaeus (chevêchette)
- Bubo (?) sp. (grands-ducs et espèces associées)
- Corvus corax Linnaeus (grand corbeau)
- Pyrrhocorax graculus vetus Kretzoi (chocard à bec jaune)
- Turdus sp. (un genre de passereaux du type merles et grives)
- Lanius minor Gmelin (pie-grièche à poitrine rose)
- Prunella collaris Scopoli (accenteur alpin)
- Passeriformes indét. I, II

### Mammifères

#### Ιnsectivores
- Erinaceus europaeus praeglacialis Brunner (hérisson commun préglaciaire)
- Sorex minutus Linnaeus (musaraigne pygmée)
- Sorex runtonensis (Hinton)
- Pachyura etrusca (Savi)
- Talpa minuta Freudenberg (espèce de taupe)

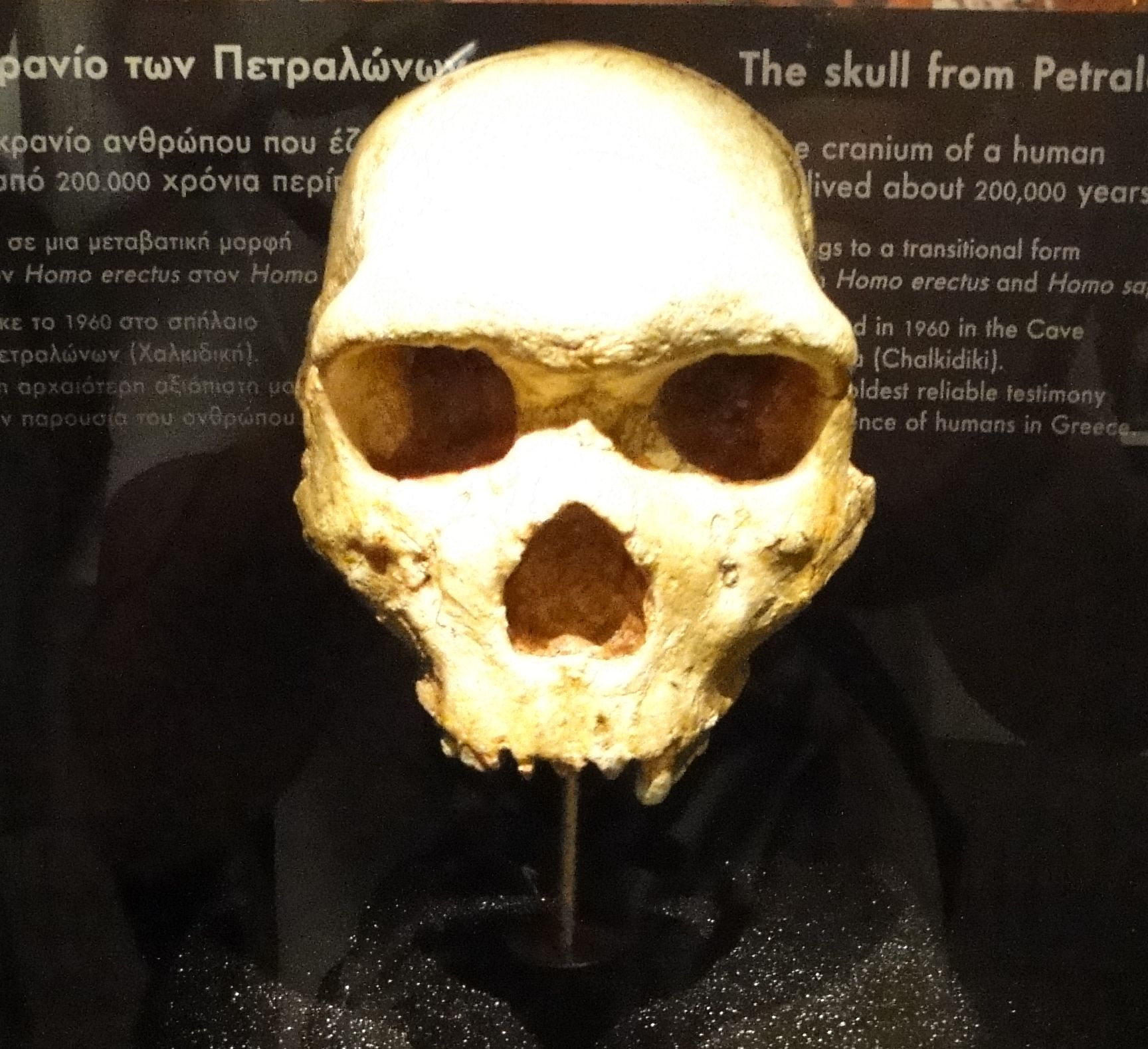
Petrálona1

#### Primates
- Archanthropus europaeus petraloniensis Α. Poulianos

#### Chiroptera(chauves-souris)
- Rhinolophus sp. indét. I, II
- Rhinolophus ferrumequinum topali Kretzoi
- Rhinolophus mehelyi Matschie (rhinolophe de Mehely)
- Rhinolophus hipposideros Bechstein (petit rhinolophe fer à cheval)
- Miniopterus schreibersii Kuhl (minioptère de Schreibers)
- Myotis sp. indét. I, II (genre des murins)
- Myotis myotis Borkhausen (grand murin)
- Myotis blythii oxygnathus Monticelli
- Myotis blythii ssp.
- Myotis emarginatus Geoffroy (murin à oreilles échancrées)
- Myotis  daubentonii (Kuhl) (murin de Daubenton)
- Vespertilio murinus Linnaeus
- Hypsugo savii Bonaparte
- Eptesicus sp. (genre des sérotines)
- Nyctalus noctula (Schreber)
- Pipistrellus (?) sp. (genre des pipistrelles)

#### Lagomorpha
- Lepus terraerubrae (Kretzoi)
- Oryctolagus sp. (lapin de garenne)

#### Rongeurs
- Urocitellus primigenius daphnae Kretzoi
- Hystrix sp. (un genre de porcs-épics)
- Gliridae indét. (une famille de rongeurs - loirs, lérots, lérotins, muscardins, souris)
- Dryomimus eliomyoides arisi Kretzoi
- Parasminthus brevidens Kretzoi
- Spalax chalkidikae Kretzoi
- Apodemus mystacinus crescendus Kretzoi
- Mus (Budamys) synanthropus Kretzoi
- Allocricetus bursae simplex Kretzoi
- Lagurus transiens Janossy
- Eolagurus argyropuloi zazhighini Ν. Poulianos (un genre de rongeurs)
- Arvicola cantiana Heinrich
- Microtus praeguentheri Kretzoi

#### Carnivores
- Canis lupus mosbachensis Soergel
- Cuon priscus Thenius
- Xenocyon lycaonoides Kretzoi
- Vulpes praeglacialis Kormos
- Meles meles atavus ? (Kormos) (blaireau primitif)
- Ursus stehlini ? (Kretzoi)
- Ursus deningeri Reichenau
- Crocuta crocuta petralonae Kurten (hyène tachetée primitive)
- Pachycrocuta brevirostris Aymard
- Pachycrocuta perrieri Croizet & Jobert
- Panthera leo fossilis Reichenau (lion des cavernes primitif)
- Panthera gombaszoegensis Kretzoi (jaguar européen)
- Panthera pardus Linnaeus (léopard)
- Felis silvestris hamadryas ? (Kurten) (espèce de chat sauvage)
- Homotherium sp. (proche du tigre à dents de sabre)

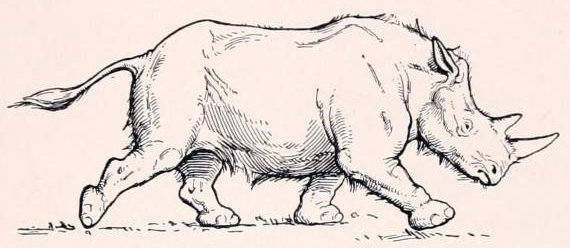
Stephanorhinus.

#### Proboscidea
- Elephas sp. (genre d'éléphants)

#### Perissodactyla
- Equus mosbachensis (Reichenau)
- Equus hydruntinus ssp. (hydrontin)
- Equus stenonis petraloniensis Tsoukala
- Stephanorhinus hundsheimensis Toula (espèce de rhinocéros primitive)

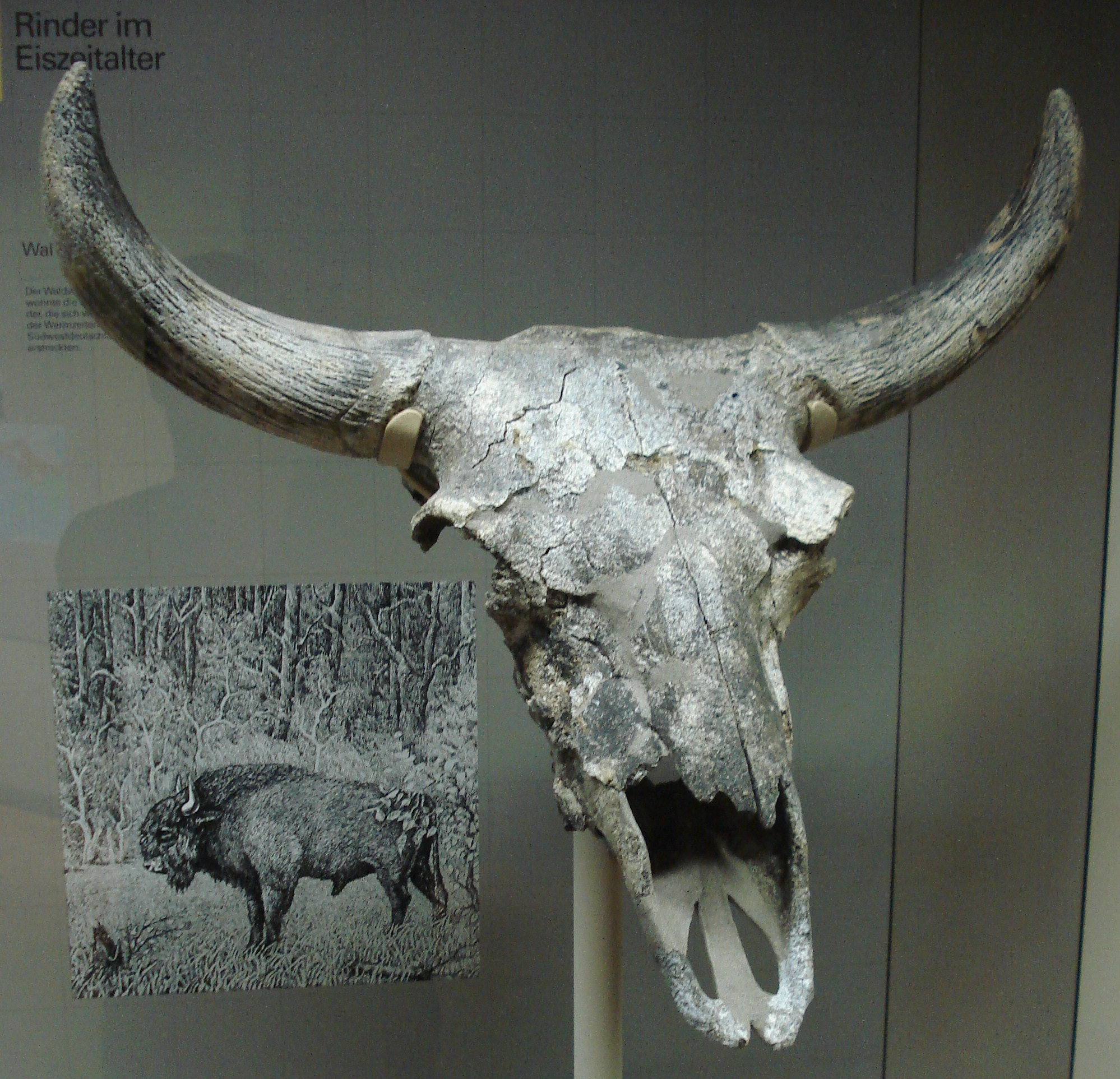
Bison schoetensacki.

#### Artiodactyla
- Sus scrofa ssp.(sanglier)
- Dama dama ssp. (daim européen)
- Cervus elaphus ssp. (cerf élaphe)
- Praemegaceros verticornis ? (Dawkins) (genre de cervidé de grande taille - voir Megaloceros verticornis)
- Capra ibex macedonica Sickenberg[10] (espèce de bouquetin)
- Bison schoetensacki (Freudenberg) (bison primitif Européen)

## Outils associés
La technique lithique de Petrálona est l'une des plus anciennes d'Europe. Elle inclut des galets taillés de type Olduvaï datés à environ 1,8 Ma, et certaines pièces ressemblent à celles de l'homme de Pékin. Les matériaux principaux de ces outils sont le quartz, la bauxite et le calcaire. Les deux premiers matériaux ne peuvent être sourcés qu'à l'extérieur de la grotte, à plusieurs kilomètres de celle-ci. Le quartz et le calcaire sont des matériaux courants pour l'industrie lithique préhistorique. Les outils de bauxite trouvés dans la grotte sont les premiers découverts qui utilisent ce matériau. Un outil de bauxite trouvé dans la couche 11, une sorte de couteau, est alourdi à la base et se termine par un bord de coupe à double tranchant dont un des côtés est poli par l'usure. Cet outil n'a pu être utilisé que par la main droite. La manufacture des outils montre une très nette amélioration entre les couches les plus anciennes et celles plus récentes - une différenciation qui indique que la grotte a été occupée pendant une très longue période.
On a retrouvé des alênes en os sur le sol de la grotte dans la partie dite le Mausolée – là où étaient le crâne et le squelette de A. petraloniensis dans la 11e couche –, du type qui servait à assembler les peaux. Le Mausolée est un endroit très sec et un peu plus chaud que le reste de la grotte.

## Traces de feu
Toutes les couches étudiées de la grotte contiennent des traces de feu : os d'animaux brûlés, cendres, et pierres brûlées. Elles sont particulièrement abondantes dans la couche 11. Des traces de feu de la couche 24 ont été datées par paléomagnétisme et par la faune associée à environ 1M d'années, ce qui les désigne comme les plus anciennes traces de feu maîtrisé connues.